# سلیم ایلگاز
سلیم ایلگاز (انگلیسی: Selim Ilgaz؛ زادهٔ ۲۲ ژوئن ۱۹۹۵) بازیکن فوتبال اهل فرانسه است.
از باشگاه‌هایی که در آن بازی کرده‌است می‌توان به باشگاه فوتبال فاتح کاراگومروک و باشگاه ورزشی کایسری ارجیسپور اشاره کرد.